# Cyprian Zabłocki
Cyprian Franciszek Zabłocki (ur. 1792 w Osinach, zm. 26 listopada 1868 w Warszawie) – polski ziemianin herbu Łada, właściciel dworu w Rybnie koło Sochaczewa, żołnierz, kojarzony głównie z przysłowiem wyjść jak Zabłocki na mydle.

## Życiorys

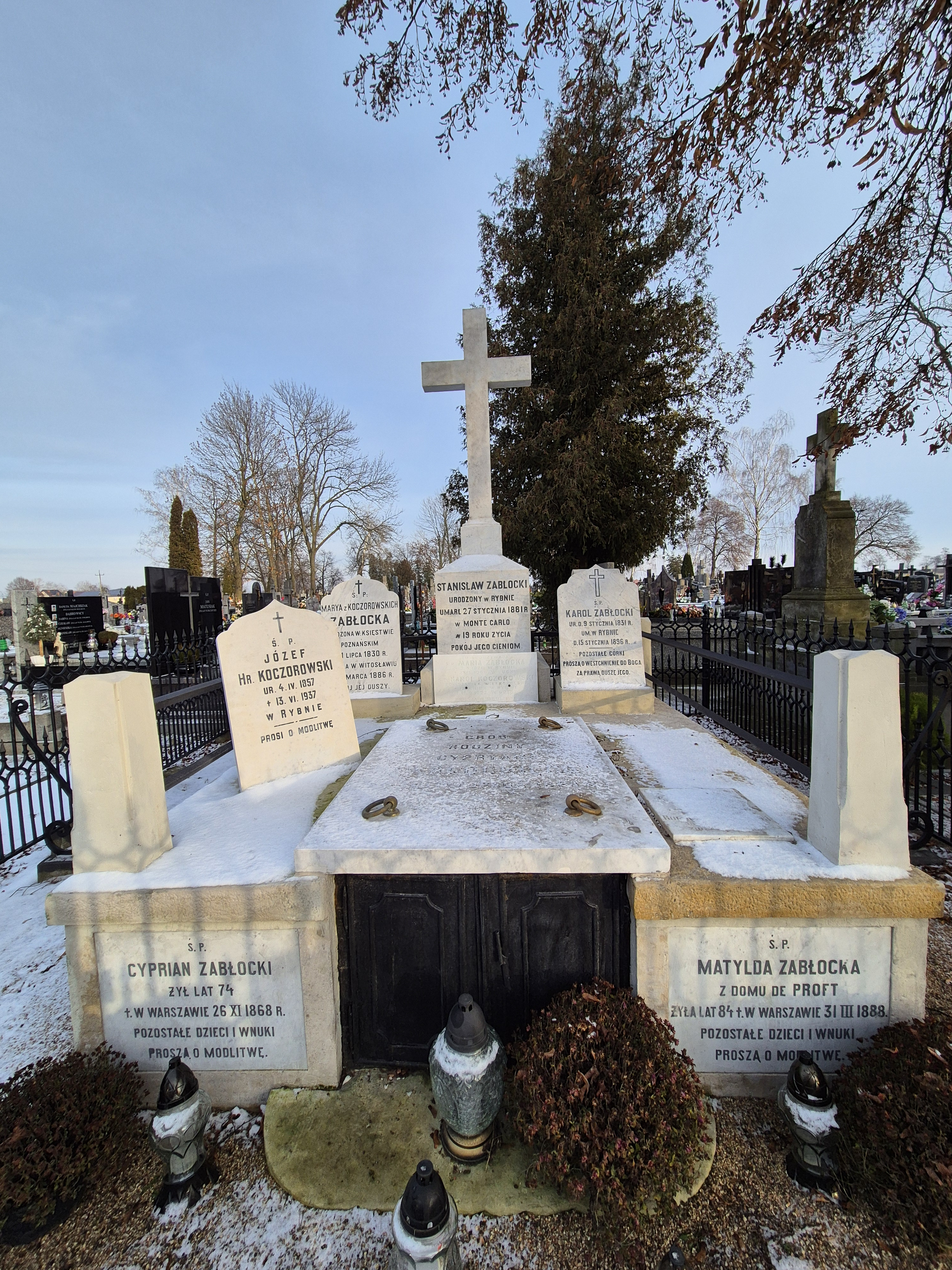
Grób Cypriana Zabłockiego na cmentarzu parafialnym w Rybnie

Cyprian był absolwentem szkoły Księży Pijarów w Warszawie. Służył w armii napoleońskiej (do 1812 r.) oraz Królestwa Kongresowego jako żołnierz 1 pułku strzelców konnych, w którym był podporucznikiem. W 1816 r. został z tej funkcji zdymisjonowany. 
Podczas pobytu w Brukseli poznał córkę Louisa Godefroida de Proft, właściciela luksusowego hotelu Belle-Vue, Petronelę Karolinę Matyldę (1804-1888). Po zawarciu związku małżeńskiego wyjechali do rodzinnego majątku Cypriana w Rybnie. Tam zamieszkali w nowo wybudowanym dworze. 
Około 1830 r. do swoich włości sprowadził z Niderlandów nowoczesną aparaturę, która posłużyła mu w uruchomienia gorzelni.
W 1839 roku potwierdzone zostało jego szlachectwo dziedziczne herbu Łada.
Zabłocki był członkiem honorowym w Biurze Marszałka Szlachty Guberni Warszawskiej, a w latach 1857-1862 Sędzią Pokoju powiatu łowickiego.  
Zmarł w Warszawie 26 listopada 1868 roku o godzinie siedemnastej. Spoczął w rodzinnym grobowcu na cmentarzu parafialnym w Rybnie. Na przełomie 2024/2025 roku zakończyła się gruntowna rewitalizacja grobu.

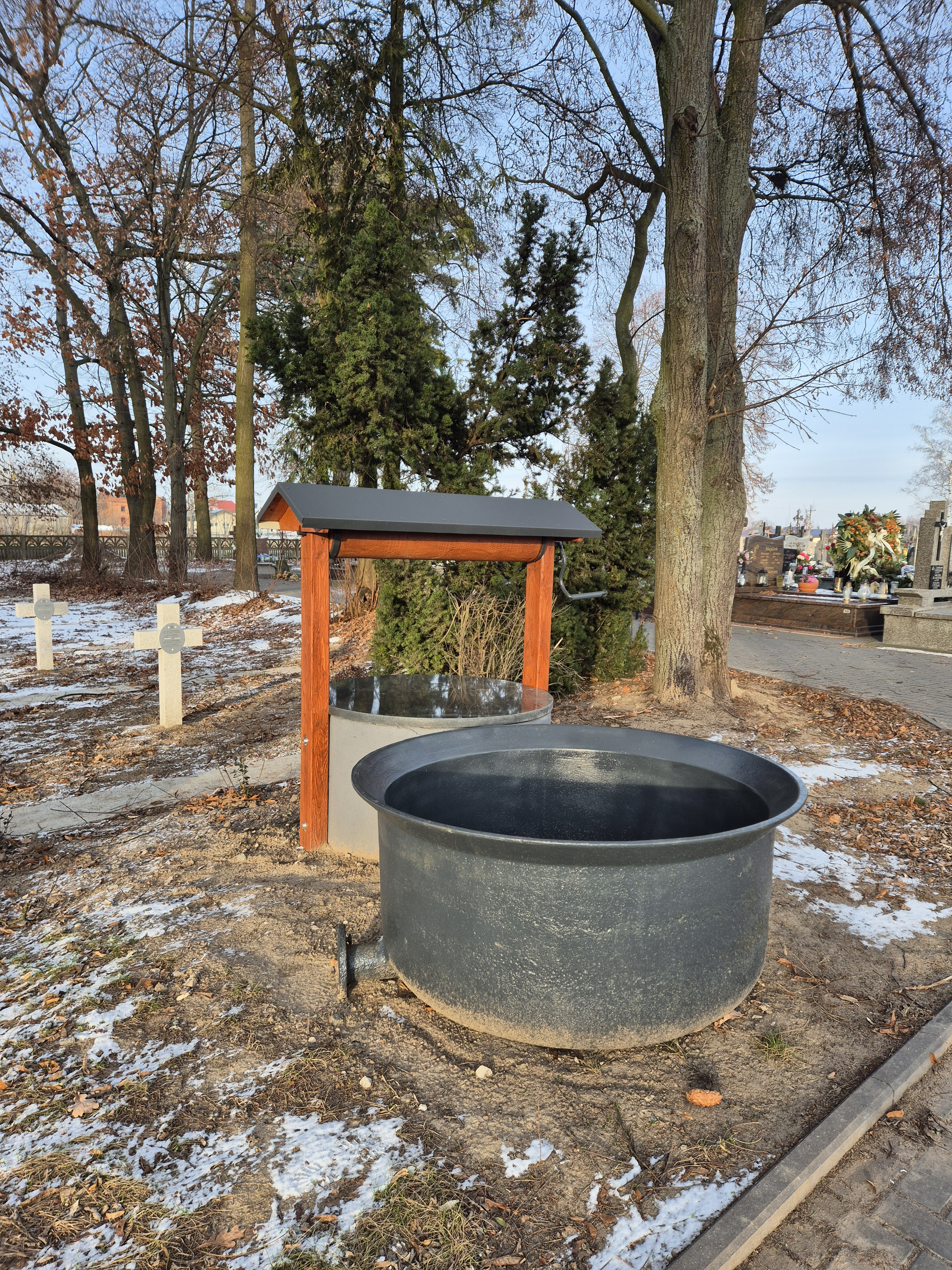
Misa Zabłockiego na cmentarzu parafialnym

## Legenda

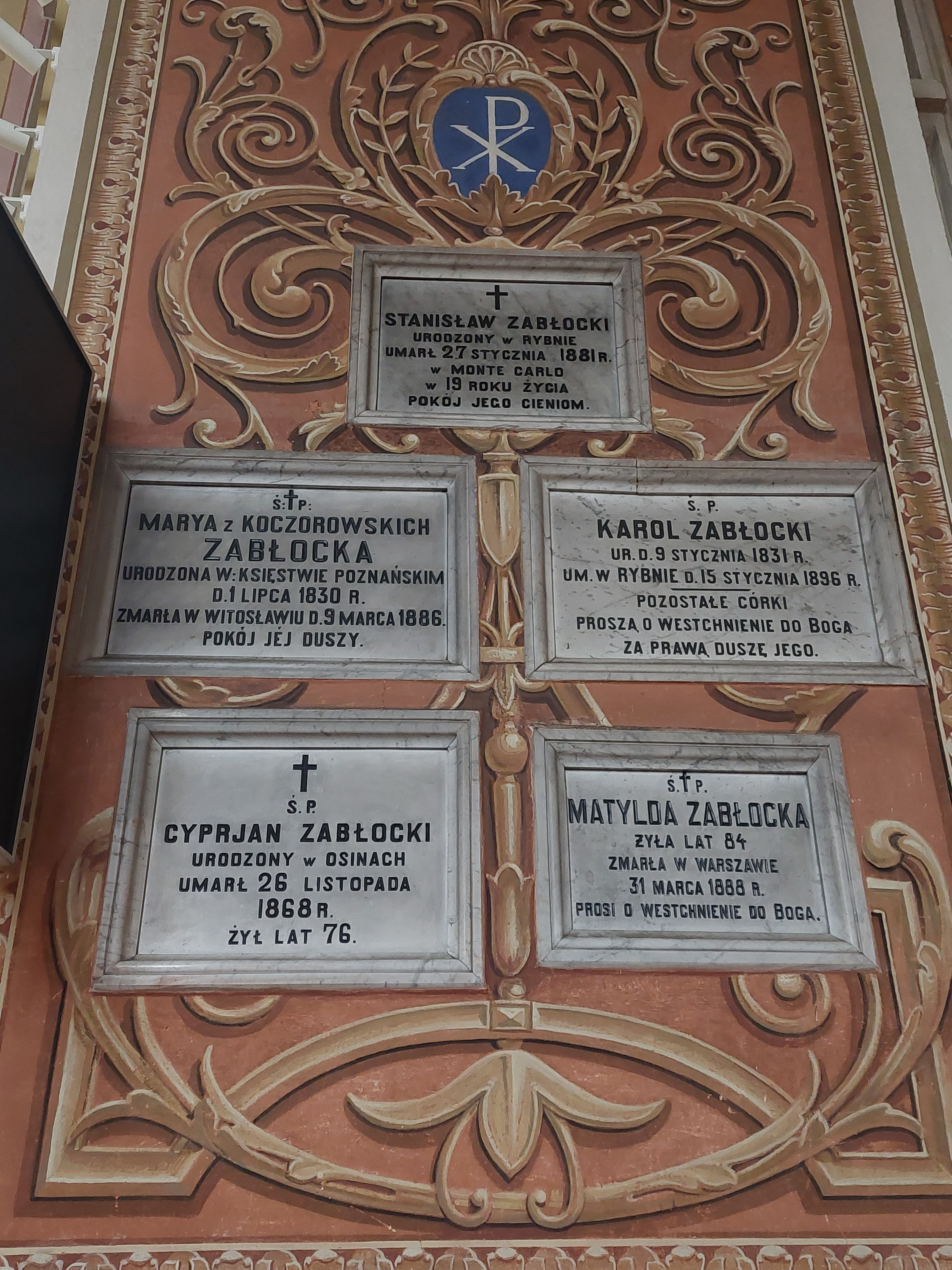
Tablica epitafijna Cypriana Zabłockiego w kościele parafialnym w Rybnie

Osoba Cypriana kojarzona jest głównie z przysłowiem: wyjść jak Zabłocki na mydle. Legenda głosi, iż postanowił  wzbogacić się na produkcji mydła w rodzinnym majątku, które następnie zamierzał korzystnie sprzedać za granicą. Wyprodukowane mydło miało być spławione Wisłą do Gdańska, a stamtąd dalej statkiem. Aby uniknąć opłat celnych, postanowił oszukać celników pruskich i tuż przed granicą z Prusami wyrzucił cały ładunek do wody. Skrzynie, w których znajdowało się mydło, miały być szczelne i powiązane ze sobą. Płynąc, barka ciągnęła za sobą ładunek pod powierzchnią wody i w bezpiecznej odległości od oczu celników. Opłaty udało się uniknąć, lecz po dotarciu do Gdańska i wydobyciu skrzyń, okazało się, że nie były one dostatecznie szczelne i całe mydło rozpuściło się w wodzie. Zabłocki stracił wszystkie zainwestowane pieniądze. Jedynym śladem jego domniemanej fabryki mydła jest znajdująca się na cmentarzu parafialnym duża misa. 
Samo powiedzenie ma starsze pochodzenie. Pierwszy raz zostało przytoczone w dziele poety Wacława Potockiego Moralia, albo Rzeczy do Obyczajow, Nauk i Przestrog w każdym stanie żywota ludzkiego z Łacińskich y z  Polskich Przypowieści Oyczystym krótko napisane wierszem. Część Pierwsza Xięgi Pierwszey. Przekładania z Greckiego Języka Erasma Roterodama. Przez Wacława Potockiego Podczaszego Krak. Roku Pańskiego 1688. W dziele tym krytykuje przejętą od Włochów modę stawiania na koniec posiłku cukrów i konfitur słowami: Cukry stawiać na końcu obiadu od Włochów, Wskórają też tak jako Zabłocki na mydle.